# The Kiss Seen Around the World
"The Kiss Seen Around the World" (em português, "O Beijo Visto no Mundo Todo") é o oitavo episódio da terceira temporada da série animada da FOX, Uma Família da Pesada. É o trigésimo sexto episódio a ser exibido. Apresenta como convidados Hugh Downs como ele mesmo, Josh Peck como Charlie, o valentão (não creditado), Ralph Garman como Dustin Hoffman, Abe Vigoda como ele mesmo e Lisa Wilhoit como Connie D'Amico. É classificado em TV-PG-DV nos Estados Unidos. Foi escrito por Mark Hentemann e dirigido por Pete Michaels, ambos participando pela primeira vez da série.
As cenas deste episódio em slow motion usam mais quadros de animação do que as outras cenas.

## Enredo
O Canal 5 anuncia que quer dois estagiários do ensino médio, e Meg, que tem atração pelo apresentador Tom Tucker, decide tentar e é selecionada, por causa de sua relativa feiura. O outro estagiário é Neil Goldman, que é apaixonado por Meg, embora ela seja fria com ele. Quando o Assassino da Impresa tenta matar Hugh Downs no topo do City Hall, Tom e Diane decidem mandar os estagiários para cobrir o evento (já que eles pensavam que qualquer um que chegasse ao local seria morto pelo assassino). O helicóptero de notícias é atingido por uma bala. Com medo de morrer e lamentando o fato de que nunca teve seu primeiro beijo, Meg beija Neil, mas Hugh Downs captura o Assassino da Imprensa. Na mesma noite, Neil coloca o beijo no ar durante as notícias, mas não diz que ela somente beijou-o porque pensava que iria morrer, fazendo com que todos pensem que eles formam um casal. No dia seguinte, Neil dá uma camiseta com a estampa mostrando ambos se beijando para todos da escola, e à noite, Meg é obrigada a jantar com seus "sogros".
Em um subenredo, Peter e Lois compram um triciclo para Stewie, que adora. Um valentão rouba o presente e, sem conseguir ajuda da polícia, Stewie tenta enfrentar o garoto, enquanto uma academia tenta lhe vender o direito de ser membro do local. Em retaliação, ele amarra o valentão com um cabo de internet e leva-o para o porão, onde interroga-o. No entanto, quando Stewie está pronto para começar a torturar o menino, Lois aparece com o triciclo, que estava abandonado na rua.
Em um subenredo menor, Peter finge tocar piano em uma loja de brinquedos. Um homem, chamado Holden Caulfield, pixa "fraude" em seu carro para humilhá-lo em público.
Meg vai na TV declarar que odeia Neil Goldman, e que somente o beijou pensando que iria morrer. Então, ela vai nas ruas entrevistar as pessoas, perguntando se alguma delas beijaria Neil: ninguém iria, nem mesmo Mort Goldman, o pai de Neil. Ela declara que nunca gostou dele e nunca gostará. Desapontado, Neil tenta pular do topo do City Hall. A imagem que Meg tinha de Tom Tucker é abalada quando percebe que ele não quer salvar Neil, e somente quer uma história engraçada para manter a audiência. O garoto ameaça se jogar, porém, Meg não permite que ele caia. Ela diz que o fato de não gostar dele não significa que deseja o seu suicídio. Neil afirma que não iria pular de verdade. O episódio termina com Holden Caulfield chamando Neil de "fraude" (phony).

## Referências culturais

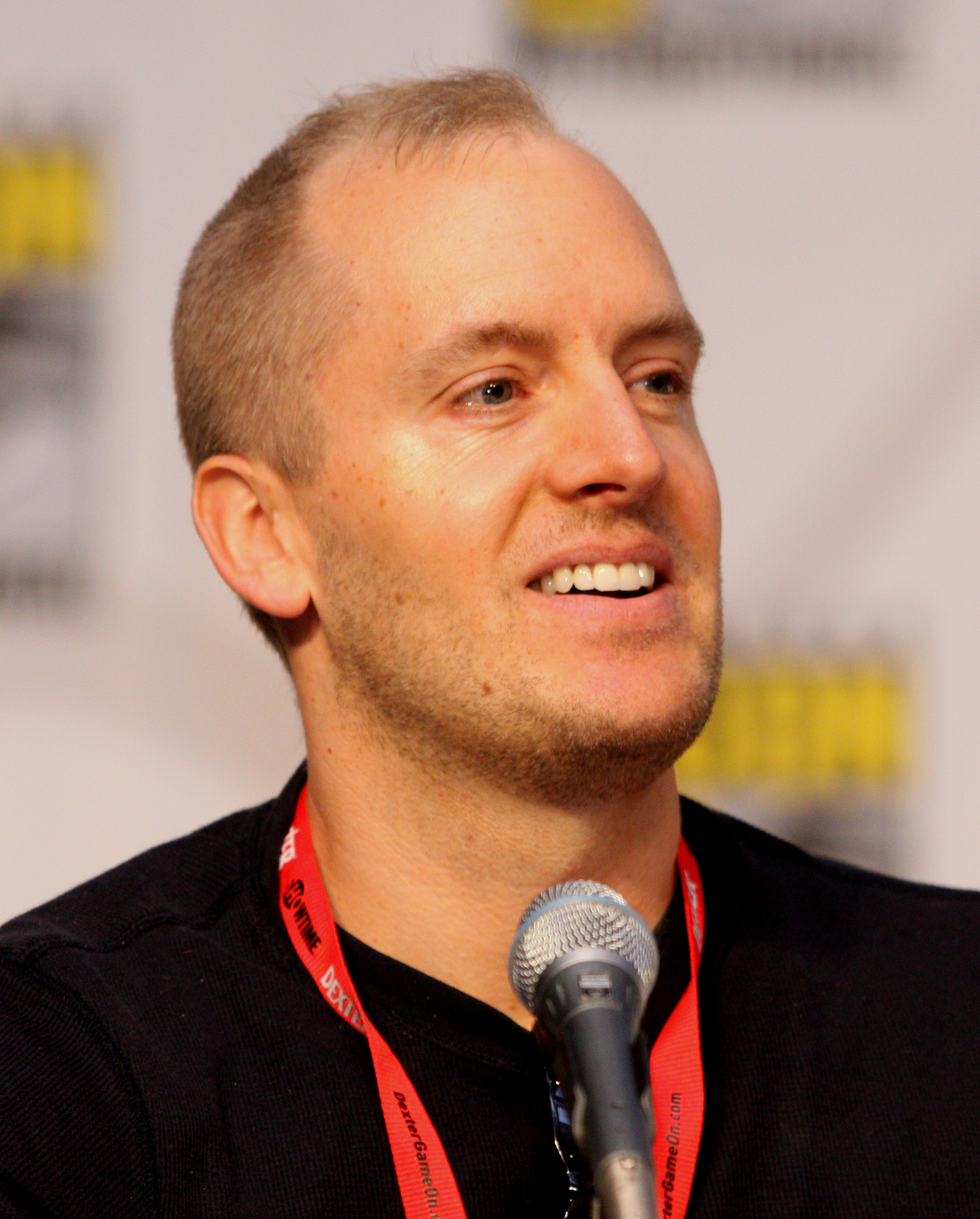
Mark Hentemann escreveu seu primeiro episódio.